# Tourenwagen-Weltcup
Der FIA-Tourenwagen-Weltcup (offiziell FIA World Touring Car Cup, kurz WTCR, früher FIA Touring Car World Cup) ist eine von der FIA weltweit ausgeschriebene Rennserie für Tourenwagen ohne FIA-Weltmeisterschafts-Status. Die WTCR ging 2018 aus der Fusion der Tourenwagen-Weltmeisterschaft mit der TCR International Series hervor.

## Geschichte
Bei der Sitzung des Motorsport-Weltrats (WMSC) des Automobil-Weltverbands FIA in Paris am 6. Dezember 2017 wurde zwischen der FIA, Eurosport Events und WSC Ltd. (World Sporting Consulting) vereinbart einen neuen Tourenwagen-Weltcup (WTCR) auszuschreiben, der die bisherige Tourenwagen-Weltmeisterschaft und die TCR International Series ersetzt. Neben François Ribeiro, als aktueller Leiter von Eurosport Events, war für die Vereinbarungen ebenfalls Marcello Lotti, als CEO von WSC Ltd, eingebunden, der der Vorgänger von François Ribeiro als Leiter von Eurosport Events war. Eurosport Events übernimmt die Rolle des Veranstalters der WTCR. Das von der WSC geschaffene technische Reglement der TCR (TCN2) Klasse wurde für die folgenden zwei Jahre für die neue FIA WTCR lizenziert und bis Ende 2019 eingefroren. Da das TCR-Konzept auf Kundensport für Privatteams ausgerichtet ist, sind in der WTCR keine Hersteller-Einschreibungen möglich. Dies führt ebenso dazu, dass von der FIA kein Weltmeisterschaftstitel vergeben wird und die Tourenwagen-Weltmeisterschaft in den Tourenwagen-Weltcup umgewandelt wurde. Für Fahrer und Teams werden zwei FIA Weltcup-Titel vergeben.
Neben der Tourenwagen-Weltmeisterschaft und der TCR International Series wird 2018 ebenfalls der europäische FIA European Touring Car Cup eingestellt. Dieser nutzte zuletzt wie die TCR International Series das TCR-Reglement, das nun die WTCR übernimmt. Als Nachfolger des ETC-Cup fungiert die bereits seit 2016 ausgeschriebene TCR Europe Series, die wie die eingestellte TCR International Series von WSC Ltd. veranstaltet wird.
Bereits zwischen 1993 und 1996 existierte ein FIA-Tourenwagen-Weltcup (offiziell FIA Touring Car World Cup). Dieser wurde als eine einmal im Jahr stattfindende Veranstaltung ausgeschrieben. Das zu der Zeit in vielen nationalen Rennserien verwendete Klasse-2-Reglement der Supertourenwagen diente hier als Basis. 1993 fand das Rennen in Monza statt, 1994 in Donington und 1995 in Le Castellet.

## Regelwerk

### Rennformat
Im Vergleich zur WTCC und der TCR International Series existiert bei der WTCR ein neues Rennformat. Dieses besteht aus 3 Rennen pro Wochenende und zwei unabhängigen Qualifyings. Jedes Rennwochenende beginnt mit zwei 30-minütigen Freien Trainings, gefolgt von 30 Minuten Qualifying und Rennen 1. Der zweite Tag beinhaltet ein zweites Qualifying mit Q1 von 25 Minuten, Q2 von 10 Minuten und Q3 mit einem Top 5 Einzelzeitfahren, gefolgt von Rennen 2 und Rennen 3. Im ersten Rennen wird die Startaufstellung gemäß dem ersten Qualifying gebildet. Das zweite Rennen wird in umgekehrter Reihenfolge der Top-10-Positionen von Q2 des zweiten Qualifyings gestartet, während die Startaufstellung des dritten Rennens gemäß dem kombinierten Ergebnis nach Q3 gebildet wird.

### Punktesystem
Um die drei Rennen entsprechend ihrer Schwierigkeit zu gewichten, gab es in der Saison 2018 für alle drei Rennen pro Wochenende ein eigenes Punktesystem. Dies wurde allerdings zur Saison 2019 wieder zurückgenommen und ein einheitliches Punktesystem für alle Rennen festgelegt. Zudem wurde die Punktevergabe bis zum 15. Platz ausgeweitet. Während 2018 nur das zweite Qualifying mit Punkten versehen wurde, werden ab 2019 auch für das erste Qualifying Punkte vergeben.
| Punktesystem im Qualifying | Punktesystem im Qualifying | Punktesystem im Qualifying | Punktesystem im Qualifying | Punktesystem im Qualifying | Punktesystem im Qualifying | Punktesystem im Qualifying | Punktesystem im Qualifying | Punktesystem im Qualifying | Punktesystem im Qualifying | Punktesystem im Qualifying |
|                            | Qualifying 1               | Qualifying 1               | Qualifying 1               | Qualifying 1               | Qualifying 1               | Qualifying 2               | Qualifying 2               | Qualifying 2               | Qualifying 2               | Qualifying 2               |
| Platzierung                | 1                          | 2                          | 3                          | 4                          | 5                          | 1                          | 2                          | 3                          | 4                          | 5                          |
| -------------------------- | -------------------------- | -------------------------- | -------------------------- | -------------------------- | -------------------------- | -------------------------- | -------------------------- | -------------------------- | -------------------------- | -------------------------- |
| Punkte 2018                | –                          | –                          | –                          | –                          | –                          | 5                          | 4                          | 3                          | 2                          | 1                          |
| Punkte 2019                | 5                          | 4                          | 3                          | 2                          | 1                          | 5                          | 4                          | 3                          | 2                          | 1                          |

| Punktesystem im Rennen | Punktesystem im Rennen | Punktesystem im Rennen | Punktesystem im Rennen | Punktesystem im Rennen | Punktesystem im Rennen | Punktesystem im Rennen | Punktesystem im Rennen | Punktesystem im Rennen | Punktesystem im Rennen | Punktesystem im Rennen | Punktesystem im Rennen | Punktesystem im Rennen | Punktesystem im Rennen | Punktesystem im Rennen | Punktesystem im Rennen | Punktesystem im Rennen | Punktesystem im Rennen | Punktesystem im Rennen | Punktesystem im Rennen | Punktesystem im Rennen | Punktesystem im Rennen | Punktesystem im Rennen | Punktesystem im Rennen | Punktesystem im Rennen | Punktesystem im Rennen | Punktesystem im Rennen | Punktesystem im Rennen | Punktesystem im Rennen | Punktesystem im Rennen | Punktesystem im Rennen | Punktesystem im Rennen | Punktesystem im Rennen | Punktesystem im Rennen | Punktesystem im Rennen | Punktesystem im Rennen | Punktesystem im Rennen | Punktesystem im Rennen | Punktesystem im Rennen | Punktesystem im Rennen | Punktesystem im Rennen | Punktesystem im Rennen | Punktesystem im Rennen | Punktesystem im Rennen | Punktesystem im Rennen | Punktesystem im Rennen |
|                        | Rennen 1               | Rennen 1               | Rennen 1               | Rennen 1               | Rennen 1               | Rennen 1               | Rennen 1               | Rennen 1               | Rennen 1               | Rennen 1               | Rennen 1               | Rennen 1               | Rennen 1               | Rennen 1               | Rennen 1               | Rennen 2               | Rennen 2               | Rennen 2               | Rennen 2               | Rennen 2               | Rennen 2               | Rennen 2               | Rennen 2               | Rennen 2               | Rennen 2               | Rennen 2               | Rennen 2               | Rennen 2               | Rennen 2               | Rennen 2               | Rennen 3               | Rennen 3               | Rennen 3               | Rennen 3               | Rennen 3               | Rennen 3               | Rennen 3               | Rennen 3               | Rennen 3               | Rennen 3               | Rennen 3               | Rennen 3               | Rennen 3               | Rennen 3               | Rennen 3               |
| Platzierung            | 1                      | 2                      | 3                      | 4                      | 5                      | 6                      | 7                      | 8                      | 9                      | 10                     | 11                     | 12                     | 13                     | 14                     | 15                     | 1                      | 2                      | 3                      | 4                      | 5                      | 6                      | 7                      | 8                      | 9                      | 10                     | 11                     | 12                     | 13                     | 14                     | 15                     | 1                      | 2                      | 3                      | 4                      | 5                      | 6                      | 7                      | 8                      | 9                      | 10                     | 11                     | 12                     | 13                     | 14                     | 15                     |
| ---------------------- | ---------------------- | ---------------------- | ---------------------- | ---------------------- | ---------------------- | ---------------------- | ---------------------- | ---------------------- | ---------------------- | ---------------------- | ---------------------- | ---------------------- | ---------------------- | ---------------------- | ---------------------- | ---------------------- | ---------------------- | ---------------------- | ---------------------- | ---------------------- | ---------------------- | ---------------------- | ---------------------- | ---------------------- | ---------------------- | ---------------------- | ---------------------- | ---------------------- | ---------------------- | ---------------------- | ---------------------- | ---------------------- | ---------------------- | ---------------------- | ---------------------- | ---------------------- | ---------------------- | ---------------------- | ---------------------- | ---------------------- | ---------------------- | ---------------------- | ---------------------- | ---------------------- | ---------------------- |
| Punkte 2018            | 27                     | 20                     | 17                     | 14                     | 12                     | 10                     | 8                      | 6                      | 4                      | 2                      | –                      | –                      | –                      | –                      | –                      | 25                     | 18                     | 15                     | 12                     | 10                     | 8                      | 6                      | 4                      | 2                      | 1                      | –                      | –                      | –                      | –                      | –                      | 30                     | 23                     | 19                     | 16                     | 13                     | 10                     | 7                      | 4                      | 2                      | 1                      | –                      | –                      | –                      | –                      | –                      |
| Punkte 2019            | 25                     | 20                     | 16                     | 13                     | 11                     | 10                     | 9                      | 8                      | 7                      | 6                      | 5                      | 4                      | 3                      | 2                      | 1                      | 25                     | 20                     | 16                     | 13                     | 11                     | 10                     | 9                      | 8                      | 7                      | 6                      | 5                      | 4                      | 3                      | 2                      | 1                      | 25                     | 20                     | 16                     | 13                     | 11                     | 10                     | 9                      | 8                      | 7                      | 6                      | 5                      | 4                      | 3                      | 2                      | 1                      |

## Gesamtsieger
| 1993 | Monza        | Paul Radisich | Ford Team Mondeo           | Ford Mondeo     | –    | –               | Italien     |
| 1994 | Donington    | Paul Radisich | Ford Team Mondeo           | Ford Mondeo     | BMW  | BMW 318i        | Deutschland |
| 1995 | Le Castellet | Frank Biela   | Racing Organisation Course | Audi A4 Quattro | Audi | Audi A4 Quattro | –           |

| Jahr | Sieger            | Sieger        | Zweiter           | Zweiter            | Dritter           | Dritter              | Teamwertung              | Teamwertung              | Fahrzeug        |
| ---- | ----------------- | ------------- | ----------------- | ------------------ | ----------------- | -------------------- | ------------------------ | ------------------------ | --------------- |
| 2015 | Stefano Comini    | Seat Leon     | Pepe Oriola       | Seat Leon          | Jordi Gene        | Seat Leon            | Target Competition       | Target Competition       |                 |
| 2016 | Stefano Comini    | VW Golf GTI   | James Nash        | Seat Leon          | Jean-Karl Vernay  | VW Golf GTI          | Team Craft-Bamboo Lukoil | Team Craft-Bamboo Lukoil | Seat Leon TCR   |
| 2017 | Jean-Karl Vernay  | VW Golf GTI   | Attila Tassi      | Honda Civic        | Stefano Comini    | VW Golf GTI          | M1RA                     | M1RA                     | VW Golf GTI TCR |
| 2018 | Gabriele Tarquini | Hyundai i30 N | Yvan Muller       | Hyundai i30 N      | Esteban Guerrieri | Honda Civic Type R   | M Racing-YMR             | M Racing-YMR             | Hyundai i30 N   |
| 2019 | Norbert Michelisz | Hyundai i30 N | Esteban Guerrieri | Honda Civic Type R | Yvan Muller       | Lynk & Co 03         | Cyan Racing              | Lynk & Co 03             | Lynk & Co 03    |
| 2020 | Yann Ehrlacher    | Lynk & Co 03  | Yvan Muller       | Lynk & Co 03       | Jean-Karl Vernay  | Alfa Romeo Giulietta | Cyan Racing              | Lynk & Co 03             | Lynk & Co 03    |
| 2021 | Yann Ehrlacher    | Lynk & Co 03  | Frédéric Vervisch | Audi RS 3 LMS      | Jean-Karl Vernay  | Hyundai Elantra N    | Cyan Racing              | Lynk & Co 03             | Lynk & Co 03    |